# الإعاقة في غانا
الإعاقة في غانا، تشير الإعاقة في دولة غانا في إفريقيا إلى الأشخاص الذين يعانون من إعاقات متفاوتة في المجتمع، وفق تقارير دائرة الإحصاء في غانا لتعداد سكان عام 2021، وجد ما يقرب من ثمانية بالمائة من السكان الغانيين يعانون من أحد أشكال الإعاقة.

## السياسة والتشريعات

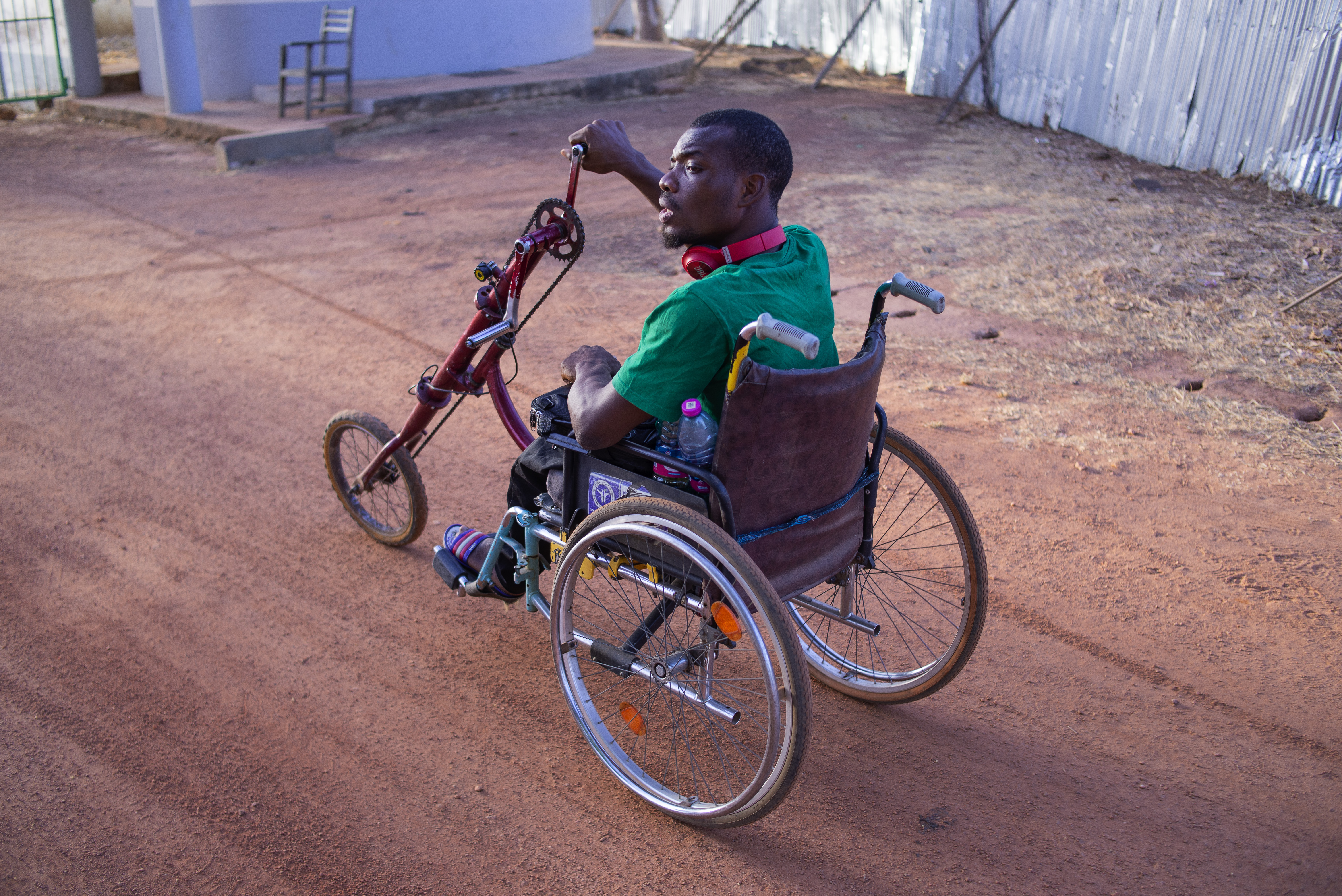
رجل غاني على كرسي متحرك

في عام 2006، أقرت حكومة غانا قانون الأشخاص ذوي الإعاقة، وبالتعاون مع المنظمات المدنية وجماعات حركة الإعاقة، بهدف توفير الحقوق والتعليم والرعاية الصحية والتوظيف والنقل والإسكان وإعادة التأهيل الطبي ونشر المعلومات والمشاركة الثقافية لذوي الإعاقة في المجتمع.
التزمت حكومة غانا بالعديد من الاتفاقيات الدولية والإفريقية، واتفاقية حقوق الأشخاص ذوي الإعاقة في الأمم المتحدة لتصبح الدولة رقم 119 في العالم التي تصدق على هذه الاتفاقية لحماية حقوق وكرامة الأشخاص ذوي الإعاقة.
وقعت غانا على اتفاقية الأمم المتحدة لحقوق الأشخاص ذوي الإعاقة في مارس 2007.

## الإعاقات الأكثر شيوعاً في غانا
- فقدان الأطراف والاستخدام المحدود لها.

- إصابات العمود الفقري.

- صعوبات السمع.

- صعوبات الرؤية.

- صعوبة الكلام ونقل الرسائل.

- التخلف العقلي والأمراض العقلية.

يُقدر أن خمسة ملايين غاني يعانون من إعاقات، منهم 2.8 مليون يعانون من إعاقة عقلية.

## المساواة فيما يتعلق بالإعاقة
تدعم الحكومة السياسات الوطنية وجهود جماعات المناصرة لتعزيز رفاهية الأشخاص الذين يعيشون مع الإعاقة في غانا، إلا أنهم ما زالوا يواجهون نظرة سلبية من قبل البعض في المجتمع، والتي تنبع من الإفتقار إلى الفهم بشأن الإعاقة والمواقف المجتمعية والمفاهيم الخاطئة والمعتقدات الثقافية.
  في غانا ينظر إلى الأشخاص ذوي الإعاقة على أنهم أقل قدرة وغير مقبولين لأصحاب العمل في المجتمع، بالإضافة إلى ذلك يتلقون فرصًا تعليمية محدودة وتنمية مهارات أقل من غيرهم في المجتمع.

## المؤسسات ذات الصلة
يوجد عدة مؤسسات في غانا: إتحاد غانا للمكفوفين، والجمعية الوطنية الغانية للصم، وجمعية غانا للمعاقين جسديًا، وجمعية غانا للأشخاص المصابين بالمهق، وجمعية الصحة العقلية في غانا، وجمعية الناجين من الحروق، بالإضافة إلى جمعيات متخصصة في الإعاقة الفكرية وفي الاضطرابات المناعية الذاتية المتخصصة والعصبية.

## الأمراض العقلية
بين عدد سكان غانا الذي يزيد عن 21.6 مليون نسمة، يعاني 650.000 غاني من نوع ما من الاضطرابات العقلية الحادة. ويعاني 2.166.000 آخرون من إعاقة عقلية متوسطة.
توفر دولة غانا ثلاثة مستشفيات نفسية فقط في جميع أنحاء البلاد لمساعدة أولئك الذين يعانون من إعاقة عقلية.

## الطب البديل
توجد في غانا معاهد دينية للطب البديل، تُعرف بإسم معسكرات الصلاة، والتي تحل محل الرعاية في المستشفيات للأفراد المصابين بأمراض عصبية نفسية خطيرة. غالبًا ما يُحتجز الأشخاص في هذه المرافق ضد إرادتهم ثم يتعرضون للضغوط من قبل الموظفين. لا يتلقون سوى علاج ورعاية طبية غير مهمة.